# 航海家冰原島峰
73°15′S 164°13′E / 73.250°S 164.217°E
航海家冰原島峰是南極洲的冰原島峰，位於維多利亞地的博克格雷溫克海岸，處於飛行員冰川源頭，以新西蘭探險隊命名。